# Олена Юнчик
Оле́на Ю́нчик (9 вересня 1982) — українська фристайлістка.

## З життєпису
Народилася в Рівному 1982 року. Займалась в ДЮСШ № 1 міста Рівного.Представляла спортивну команду Івано-Франківська.
Брала участь у зимових Олімпійських іграх 1998 року в фристайлі серед жінок.
Зазнала травми і покинула великий спорт.